# Rebecca Fowler
Rebecca Fowler (?-St. Mary's City, 9 de octubre de 1685) fue una mujer condenada y ejecutada por brujería en el Maryland del siglo XVII. Durante los siglos XVII y XVIII se celebraron en Maryland alrededor de una docena de juicios por brujería, de los que la mayoría fueron absueltos. Fowler es la única ejecución legal documentada de una presunta bruja en la historia de Maryland.

## Biografía
Se cree que Rebecca Fowler es la misma Rebecca Logan que fue trasladada de Inglaterra a la provincia de Maryland como sirvienta en 1656. Logan fue contratada por George Collins, zapatero y cultivador de tabaco. Una vez liberada de su servidumbre, se casó con John Fowler, un antiguo sirviente que había trabajado en la plantación de esclavos de Collins. Los recién casados Fowler compraron una parcela de tierra a la que llamaron Fowler's Delight. Los Fowler tuvieron éxito y llegaron a tener sus propios sirvientes, entre ellos Francis Sandsbury. Las pruebas contra Rebecca Fowler no se presentaron al público durante su juicio por brujería. Sólo se nombra a Francis Sandsbury como acusador, sin embargo, los registros del tribunal mencionan a «varios otros» que no fueron nombrados. A pesar de la condición de terrateniente de Rebecca y de la condición de sirviente de Sandsbury, los miembros del jurado creyeron el relato de Sandsbury. El jurado declaró su opinión de que Fowler era culpable, pero dejó la determinación final de culpabilidad al juez.
El Tribunal del Condado de Prince George llegó a la conclusión de que Rebecca Fowler, alrededor del 31 de agosto de 1685, "sin tener el temor de Dios ante sus ojos, pero siendo guiada por la instigación del Diablo, ciertas artes malignas y diabólicas llamadas brujerías, encantamientos, hechizos y hechicerías, de manera perversa, malvada y criminal en Mount Calvert...... y varios otros lugares ... utilizó la práctica y el ejercicio en y contra un tal Francis Sandsbury y varios otros ... y sus cuerpos estaban mucho peor, consumidos, languideciendo y lisiados...". El juez ordenó que Fowler fuera «colgada del cuello hasta morir». Fowler fue ejecutada en la horca el 9 de octubre de 1685, en St. Mary's City (Maryland). En la actualidad, la Comisión de Planificación y Parques de Maryland-Capital Nacional mantiene el Monte Calvert como Parque Histórico y Arqueológico.
A pesar de ser la única persona legalmente ejecutada como bruja por un tribunal de Maryland, fueron varias las mujeres y un hombre los que fueron acusados de brujería en la historia de Maryland, algunos de los cuales fueron asesinados. Entre las personas acusadas se encontraban Mary Lee, Elizabeth Richardson, Elizabeth Bennet, John Cowman y Hannah Richards. Moll Dyer puede o no haber sido una persona real. Lee y Richardson fueron asesinadas en el mar mientras se dirigían a Maryland.

## Legado
En octubre de 2022, la Agencia Estatal de Bibliotecas de Maryland produjo un podcast titulado "WitchesBrew", en el que se hablaba de Rebecca Fowler y otras brujas acusadas en Maryland.